# Сайхин
Сайхи́н (каз. Сайқын) — село в Казахстане, административный центр Бокейординского района Западно-Казахстанской области, также административный центр Сайхинского сельского округа. Код КАТО — 275430100. Станция российской Приволжской железной дороги на линии Красный Кут — Астрахань. Самый западный населённый пункт Казахстана.
К юго-западу от Сайхина расположено озеро Боткуль. Южнее Сайхина по железнодорожной линии на Астрахань разъезд Равнинный, станция Шунгай (Шонай). В Сайхине находится казахстанский пункт пропуска через границу (в Россию), действующий только для граждан России и Казахстана . Код КАТО — 275430100.

## Название
Название железнодорожной станции и села происходит от одноимённого лимана, располагающегося к северу от села. Термин «Сайхин» имеет монгольское (калмыцкое) происхождение и означает «красивый». Ныне иногда название трактуется как казахское со значением «аул в широкой степи».

## История
Посёлок был основан в 1905 году в связи со строительством железной дороги Саратов — Астрахань.
В годы Великой Отечественной войны германская Люфтваффе 36 раз подвергала Сайхин бомбардировке.

## Население
В 1999 году население села составляло 3996 человек (1999 мужчин и 1997 женщин). По данным переписи 2009 года, в селе проживало 3686 человек (1795 мужчин и 1891 женщина).
На начало 2019 года, население села составило 3426 человек (1700 мужчин и 1726 женщин).

## Известные уроженцы
- Азербаев, Ирдан Нигметович (1912—1975) — советский химик.
- Курманова, Данара Бауржановна — журналист.